# Natalia Borges Polesso
Natália Borges Polesso (Bento Gonçalves, 6 de agosto de 1981) es una escritora y poetisa brasileña.

## Trayectoria
Borges nació en Bento Gonçalves, Rio Grande do Sul, en 1981. Realizó un doctorado en la Pontificia Universidad Católica de Río Grande del Sur (Porto Alegre). Hasta la fecha ha publicado seis libros, entre relatos, poesía y novelas, además de desempeñarse como columnista para el diario de Caxias do Sul Pioneiro.
En 2017 fue incluida en la lista Bogotá39, que se encarga de resaltar a los mejores escritores Latinoamericanos menores de 39 años.

## Obras
- 2013 - Recortes para álbum de fotografia sem gente (Modelo de Nuvem)
- 2015 - Coração à corda (Patuá)
- 2016 - Amora - (Não Editora)[5]
- 2018 - Pé atrás - (Fresta)
- 2018 - Recortes para álbum de fotografia sem gente - (Não Editora)
- 2019 - Controle - (Cia das Letras)
- 2020 - Corpos Secos (con Samir Machado de Machado, Marcelo Ferroni e Luisa Geisler[6]
- 2021 - A extinção das abelhas (Cia das Letras)
- 2022 - Formiguinhas (FTD)
- 2023 - Foi um péssimo dia (Dublinense)